# Cindy de Quant
Cindy de Quant (8 april 1974) is een Nederlands actrice.
Na het behalen van haar havo-diploma in 1991, volgde De Quant tussen 1992 en 1993 de Toneelschool van Maastricht. Vanaf 1995 was zij vier jaar aangesloten bij de Academie voor Drama in Eindhoven. Op televisie kreeg De Quant bekendheid door haar rol als advocate Joyce de Vries in Wildschut & De Vries.

## Filmografie
- Niemand de deur uit! - Emma Boldewijn (1993)
- Wildschut & De Vries - Joyce de Vries (2000)
- Meiden van De Wit - Schoonheidsspecialiste (2003)
- Koppels - Esther van de Voorts (2006)
- Dennis P. - Grondstewardess (2007)
- De co-assistent - Moeder Tibor (2007)
- Armada's Organizer - Jedidjah (2013)